# Gustav Vilbaste
Gustav Vilbaste, wcześniej Gustav Vilberg (ur. 3 września 1885 w Haavakannu, zm. 21 lutego 1967 w Tallinnie) – estoński botanik, pierwszy estoński etnobiolog, nauczyciel i językoznawca.

## Życiorys
Gustav Vilbaste urodził się 3 września 1885 roku jako Gustav Vilberg w parafii Kuusalu w północnej Estonii w Haavakannu . Był piątym dzieckiem w rodzinie rybaka. Pierwsze nauki pobierał w czteroletniej szkole wiejskiej w Saunja. W wieku 12 lat zaczął pracować, lecz trzy lata później powrócił do szkoły i w 1903 roku uzyskał dyplom nauczyciela. 
Przez kolejne 10 lat pracował jako nauczyciel, a później kontynuował edukację w Tartu. Naukę przerwała I wojna światowa. Brał udział w wojnie estońsko-bolszewickiej. 
Po zakończeniu działań wojennych Vilbaste rozpoczął studia na uniwersytecie w Tartu – w latach 1919–1926 studiował matematykę i nauki przyrodnicze. W okresie tym dużo podróżował po Estonii i pisał reportaże, które publikowała gazeta „Postimees”. Studia i podróże opłacał, pracując jako nauczyciel języków (1991–1920), jako guwerner, jako młodszy asystent na uniwersyteckim instytucie biologii (1920–1923) a później jako redaktor czasopisma „Loodus” (1922–1924). W latach 1925–1927 był również dyrektorem uniwersytetu publicznego Virumaa.  
Następnie, na własny koszt, kształcił się dalej w zakresie botaniki na Uniwersytecie Wiedeńskim, gdzie w 1929 roku zdobył tytuł doktora na podstawie pracy „Erneuerung der Loodvegetation durch Keimlinge in Ost-Harrien (Estland)”. 
Był jednym z najlepszych specjalistów od flory estońskiej i po powrocie do Estonii otrzymał stypendium, by przygotować się do pracy akademickiej. Wówczas przeprowadził badania flory Szwecji, Finlandii i Łotwy. W latach 20. i 30. XX w. brał również udział w ekspedycjach do Austrii, Polski i Czechosłowacji oraz na Litwę. Pomimo swoich kwalifikacji nie uzyskał stanowiska na uniwersytecie. 
Powrócił do pracy nauczycielskiej, ucząc przyrody i geografii w dwóch szkołach w Tartu. Publikował artykuły, w których często nie zgadzał się z pracami przedstawicieli głównego nurtu akademickiego. Założył własne wydawnictwo Loodusevaatleja (tłum. „Obserwator natury”), w którym w latach 1936–1938 wydawał czasopismo popularno-naukowe. Działalność wydawniczą zakończył z powodu problemów finansowych. W 1935 roku na fali „estonifikacji” zmienił nazwisko z Vilberg na Vilbaste. 
W 1936 roku został mianowany pierwszym (i jedynym) inspektorem ds. ochrony środowiska. Funkcję tę sprawował przez prawie 10 lat, aż do jej likwidacji w 1940 roku przez reżim sowiecki. Jako inspektor przyczynił się do kompilacji listy gatunków chronionych, a także do utworzenia w 1939 roku ogrodu zoologicznego. 
W latach 1941–1942 pracował ponownie jako nauczyciel, by powrócić na stanowisko inspektora, przywrócone przez reżim nazistowski. Stanowisko zostało ostatecznie zlikwidowane w 1945 roku. Po utworzeniu wydziału botaniki Estońskiego Muzeum Historii Naturalnej objął jego kierownictwo. W 1950 roku przeszedł na emeryturę. 
Vilbaste zmarł 21 lutego 1967 roku w Tallinnie .

## Działalność
Od 1907 roku Vilbaste systematycznie zbierał estońskie nazwy roślin w odpowiedzi na akcje Estońskiego Towarzystwa Studentów Üleskutse, by stworzyć pełny wykaz nazw. Pierwszy wykaz nazw estońskich roślin został wydany w 1917 roku, a Vilbaste wzmiankowany jako jeden z czterech głównych korespondentów, którzy przyczynili się do jego powstania. W latach późniejszych sam organizował akcje zbierania nazw, opisów ich zastosowania, wszelkich informacji na ich temat oraz samych okazów. Pomagali mu nauczyciele wiejscy i uczniowie. W 1950 roku napisał rozprawę na temat dzikich roślin jadalnych, która jednak nie ukazała się drukiem. Jego monografia o lokalnym nazewnictwie roślin została wydana w 1993 roku – prawie 30 lat po jego śmierci. 
Vilbaste był pierwszym estońskim etnobiologiem i jest uznawany za „ojca etnobiologii” w Estonii . Opublikował ponad 1400 publikacji, w tym 29 książek i broszur.

## Wyróżnienia
- członek Estońskiego Towarzystwa Języka Ojczystego[5]